# Université d'État de Morehead
Pour les articles homonymes, voir Morehead.
L'université d'État de Morehead (en anglais : Morehead State University ou MSU) est une université américaine située à Morehead dans le Kentucky.

## Source
- (en) Cet article est partiellement ou en totalité issu de l’article de Wikipédia en anglais intitulé « Morehead State University » (voir la liste des auteurs).